# Матимура, Хиротака
Хиротака Матимура (яп. 町村 敬貴 Матимура Хиротака, 20 декабря 1882 — 12 августа 1969) — японский предприниматель и политик. Основатель Machimura Farm, член Палаты пэров Японии (1946—1947) и Палаты советников Японии (1947—1950). Старший брат Кинго Матимуры, дядя Нобутаки Матимуры.

## Биография
Родился в Макоманай (ныне Саппоро) как старший сын Матимуры Кинъи. В 1903 году поступил в Саппорскую сельскохозяйственную школу. В 1906 году после окончания сельскохозяйственной школы отправился в Соединенные Штаты, где занимался молочным животноводством в качестве пастуха на ранчо в Уэст-Аллис в Висконсине. В апреле 1910 года поступил на сельскохозяйственный факультет Висконсинского университета в Мадисоне. В 1912 году вернулся в Японию, где женился на Сидзу Ватанабэ и уехал обратно в США. В мае 1913 года окончил Висконсинский университет и в 1916 году возвратился на родину.
В 1917 году в городе Исикари основал ферму Матимура (ныне компания Machimura Farm). В 1928 году Хиротака перенёс ферму в район города Эбэцу. После чего, прекрасно осознавая значимость селекции на улучшение молочного скота, несколько раз на частные средства закупал скот в Соединенных Штатах и работал над разведением. Матимура играл ведущую роль в молочной промышленности, например, в улучшении голштинской породы и мелиорации земель в Японии.
21 августа 1946 Хиротака был назначен в Палату пэров Японии, где оставался до упразднения Палаты 2 мая 1947 года. В 1947 году был избран как независимый кандидат от Хоккайдо в Палату советников Японии. Состоял в парламентской группе Рёкуфукай вплоть до окончания полномочий в 1950 году. В том же году участвовал в круглом столе Кабинета министров Сигэру Ёсиды по сельскохозяйственной политике в качестве члена группы академических экспертов. В 1952 году командирован в западные страны в составе правительственной комиссии по улучшению торфяников и инспекции состояния землепользования.
В 1962 году Матимура был награждён медалью Почёта с голубой лентой за свои достижения в области сельского хозяйства, такие как создание японских молочных ферм, интродукция и распространение голштинской породы. С 1964 года почётный гражданин города Эбэцу. В 1967 году получил премию Хоккайдо в области культуры. В 1968 году посетил молочные фермы в Австралии и Новой Зеландии.

## Семья
Был женат на Сидзу Ватанабэ, старшей дочери Сэнтаро Ватанабэ. В семье родилось четверо сыновей: Ёсихиро, Ясуо, Тэцуо, Тосиро и трое дочерей: Фумико, Мицуко, Сумико.